# 長畝町
長畝町（ながうねちょう）は、愛知県名古屋市中区の地名。

## 歴史

### 沿革
- 1911年（明治44年）11月1日 - 西区南外堀町の一部により、同区長畝町として成立[1]。
- 1934年（昭和9年）12月15日 - 樋ノ口町の一部を編入する[1]。
- 1944年（昭和19年）2月11日 - 栄区成立に伴い、同区長畝町となる[1]。
- 1945年（昭和20年）11月3日 - 栄区廃止に伴い、中区長畝町となる[1]。
- 1981年（昭和56年）8月23日 - 堀川部分以外の全域が三の丸三丁目に編入される[1]。